# Cephalotes auriger
Cephalotes auriger é uma espécie de inseto do gênero Cephalotes, pertencente à família Formicidae.